# 高稼
高稼（1171年—1235年），字南叔。蒲江（今属四川）人，南宋政治人物。
魏了翁之兄，嘉定七年（1214年）进士，历任成都县尉，转九陇丞。真德秀曾以國士期之。歷官阆州、洋州（陝西洋縣）、榮州（四川榮縣）知州，利州路提點刑獄兼守沔州（治陕西略陽）。宝庆三年（1227年）蒙古開始入侵川陕汉中，端平二年（1235年）十二月，自白水关（今陕西略阳北）入六股株（略阳东北），距沔州僅九十里，吏民逃离避难，四川制置使赵彦呐力主退守大安，僅遣小将何邻等赴援，何邻竟逃走，高稼“以身捍蜀”，力戰死。其子高斯得深入敵區尋得屍骸，奉以歸葬。與高定子、高斯得合稱蒲江三高。追赠为正议大夫，謚忠襄。

## 著作
著《缩斋类稿》30卷。

## 延伸阅读
[在维基数据编辑]
 《宋史·卷449》，出自脱脱《宋史》